# Zany

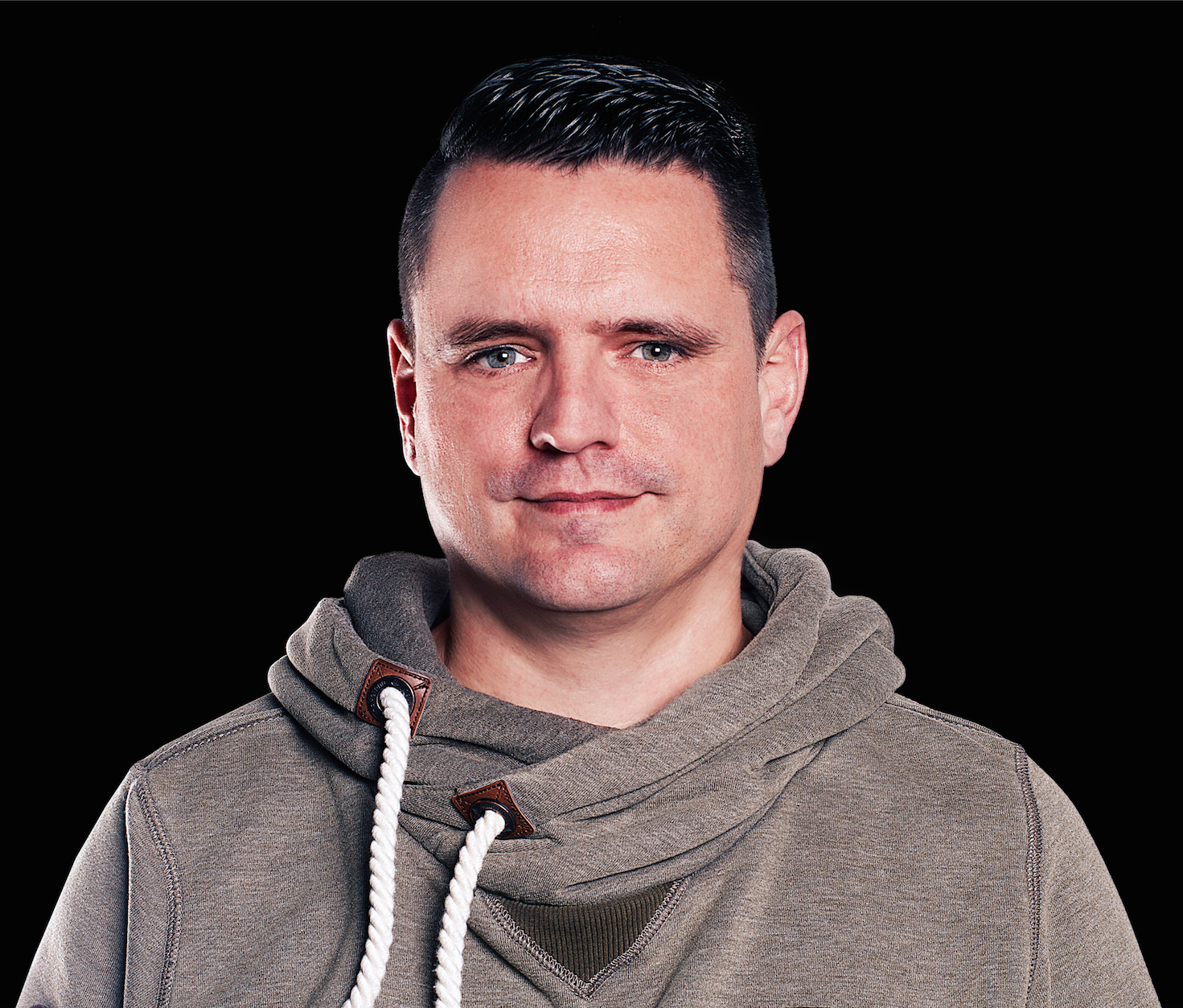
Zany

Zany (Englisch: clown) (* 11. Mai 1974 in Veldhoven; eigentlich Raoul Van Grinsven) ist ein niederländischer DJ und Musikproduzent.

## Karriere
Van Grinsvens bevorzugter Stil ist Hardstyle. Als Ausnahme gelten dabei seine Produktionen mit den Shadowland Terrorists, denen er bis 1999 angehörte. Hier produziert er vorwiegend Hardcore Techno. Live legt van Grinsven meistens Hardcore Techno auf. Unter Vertrag steht er beim Plattenlabel Fusion Records und ist dessen bekanntester Vertreter.

Van Grinsven ist auch unter anderen Namen bekannt:
- Solo: Chicano, Copycat, DJ Alpha-bet, Orin-co, Pale-X, Raine en Raoul Luciano.[2]
- zusammen mit anderen DJs: 040, Boomboys, Camilia, Cenoginerz, Club Robbers, Donkey Rollers, Mos Phat, Project Deviate, Punk Brozz, Revolution Team, Sampleboxxx, Shadowlands Terrorists, Southstylers, Virus, Zini & Kantini.[2]

Er hatte bisher mehr als 300 Auftritte, vorwiegend in den Niederlanden und Belgien. Höhepunkte dabei waren: Qlimax, Sensation Black, Qrimetime, Hardbass, Mystery Land, Defqon.1, Decibel Outdoor.

## Diskografie

### Alben
- 2008: The Fusion of Sound (The Album)
- 2012: Planet Zany

### Singles
1998:
- Caution

2002:
- Be On Your Way
- Rock The Beatz
- Hectik / In My Mind

2003:
- Sky High / Funk Bass

2004:
- House Muzik / Razzia!
- Pillzz / Forentic
- Midnight (meets The Beholder)
- Xpander / Tekno
- A Bit Crushing / Da Izzok
- Pwoap ! / E-Town

2005:
- Dissin' / Our Power
- Pure / Sky High (Technoboy Remix)
- Science & Religion
- Wraow / Diz Tortion

2006:
- Widowmaker / Spunk
- Front 2 Back / Wise Guys

2007:
- Back Again / Hasta La Pasta
- Nothing Else Matters / Fever (mit DV8)
- Volt / Inflator

2008:
- Distorted / The Anthem
- The Fusion Of Sound (Sampler 1)
- Bleeding For The Harder Styles (Decibel Anthem) (mit The Beholder)

2009:
- The Vision / Break Away / Scrambled Pt. 1 (mit DV8)
- Maximum Force (Defqon.1 Australia Anthem)
- Do You Want Heavy / The New God (meets The Beholder)
- Mr. Monster / Purify Your Senses / Angel Of The Sun / Frequency

2010:
- To Protect And Serve (mit The Beholder)
- The Great Zany Show
- Fruxaq / Huwex (mit Dozer)
- Zany - Paranoid / Diffusion / Diavoli (mit Noisecontrollers)
- Psychedelic Trip
- The Fairy Legend

2011:
- Bang The Bass (mit Brennan Heart)
- Oldskool (mit Zatox)
- Ghoulish Delight
- Again We Will Rise / Act Of Rage (mit The Beholder)
- Son Of Torture (mit Ran-D feat. Nikkita)
- World On Fire (mit DV8)
- Sound Intense City (Decibel Anthem 2011) (mit Max Enforcer feat. MC DV8)
- Worship
- Lonely Dark (mit Nitrouz)

2012:
- Squared